# William Bingham
William Bingham, född 8 mars 1752 i Philadelphia, Pennsylvania, död 7 februari 1804 i Bath, England, var en amerikansk politiker (federalist). Han representerade delstaten Pennsylvania i USA:s senat 1795-1801.
Bingham utexaminerades 1768 från College of Philadelphia (numera University of Pennsylvania). Han var en betydande handelsman och jordägare. Han skapade redan tidigt en enorm förmögenhet. Han var 1781 med om att grunda Bank of North America. Han var ledamot av kontinentala kongressen 1786-1788.
Bingham efterträdde 1795 Robert Morris som senator för Pennsylvania. Han tjänstgjorde som senatens tillförordnade talman, president pro tempore of the United States Senate, 16 februari - 3 mars 1797. Han kandiderade inte till omval efter en mandatperiod i senaten.